# Otilia Vargas
Otilia Vargas (1925 - 14 de junio de 2008) fue una emblemática luchadora por los Derechos Humanos durante la Dictadura militar chilena. Cinco de sus seis hijos fueron ejecutados o hechos desaparecer por las fuerzas de represión.

## Vida
Otilia Vargas Vargas fue profesora de primaria. Sus cinco hijos, militantes del MIR, fueron asesinados entre 1974 y 1976. Vivió en la clandestinidad después del golpe militar y se exilió en Cuba entre 1976 y 1992, junto a Patricia, su única hija sobreviviente, y su esposo, Osvaldo, fallecido en 1999.

## Obra
Escribió el libro testimonio La dictadura me arrebató cinco hijos, que da cuenta de la experiencia de su familia durante la represión en la dictadura de Augusto Pinochet.